# Cantonul Brod-Posavina
Cantonul Brod-Posavina este una dintre cele 21 unități administrativ-teritoriale de gradul I ale Croației. Are o populație de 176.765 locuitori (2001). Reședința sa este orașul Slavonski Brod. Cuprinde 2 orașe și 26 comune.